# Ohacisujep
Ohacisujep, zwany także Demonem Pustego Domu – według wierzeń Ajnów, diabeł, zły demon. Miał zamieszkiwać wioski opustoszałe (z powodu pory roku – Ajnowie często mieli osobne siedziby letnie i zimowe; lub z powodu wielodniowego polowania czy połowu), palić ogień w chatach i wabić przechodzących w pobliżu. Zwabionych w ten sposób, zabijał.